# 京濱工業地帶
京濱工業地帶（日语： Keihin kōgyō chitai）指的是以東京都大田區，神奈川縣川崎市、橫濱市為中心，範圍包括東京都、神奈川縣、埼玉縣等關東地方的工業地域。是日本四大工業地帶和太平洋工業帶的核心。與中京工業地帶、阪神工業地帶、北九州工業地帶相比較，其事業所数、從業員数與附加價值額位居第一。1999年以后，製造品產出額的規模僅次于中京工業地帶位居第2位。

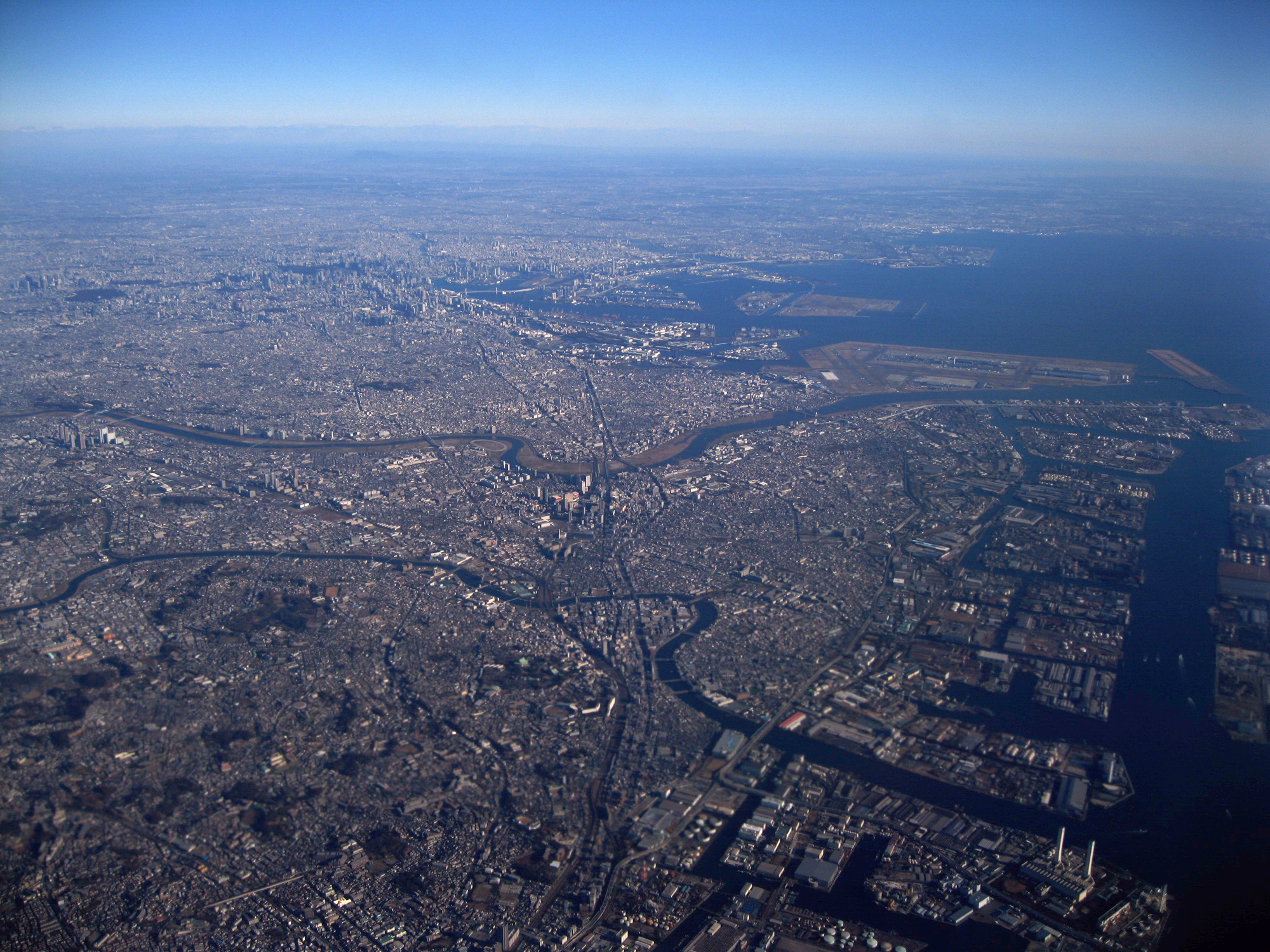
京濱工業地帯（右面靠海部分）

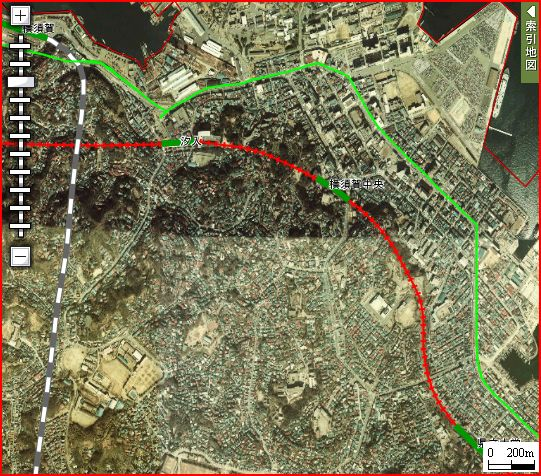
横須賀港區工業帶

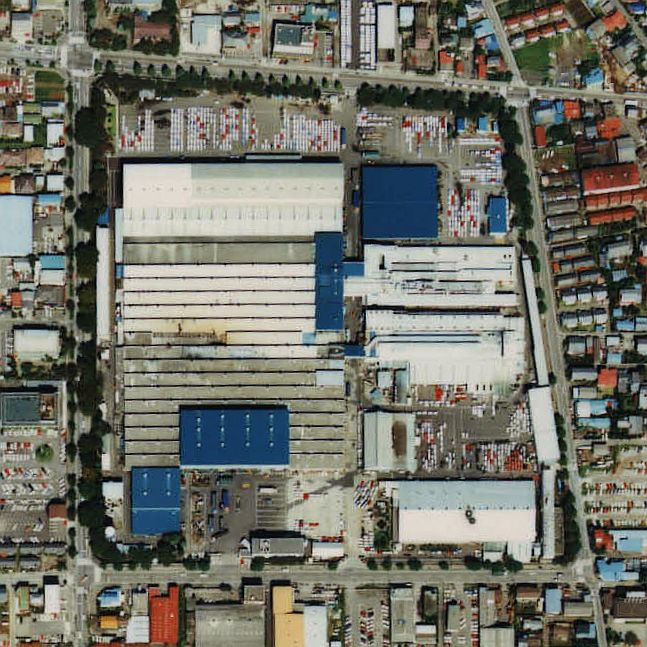
群馬縣的大發汽車工廠

## 京濱港的角色
- 東京港 - 國際貿易港、國內物流據點港。客船總站。
- 川崎港（日语：川崎港） - 工業港。
- 橫濱港 - 國際貿易港、工業港。客船總站。

三港約占日本國外貿易集裝箱量四成。

## 主要事業所
- 東京
- 川崎
- 橫濱

## 主要研究所
- 東京
- 川崎
- 橫濱

## 主要工業都市
- 東京都
  - 東京 - 精密機械與出版、印刷等
  - 日野市 - 汽車
  - 八王子市 - 綿織物
- 神奈川縣
  - 橫濱市、橫須賀市 - 造船、汽車
  - 藤澤市、茅崎市 - 汽車
  - 相模原市 - 汽車零件
  - 川崎市 - 鋼鐵（JFE鋼鐵）、石油化學（新日本石油、東燃化學）、鮮味調味料（味之素）